# Djevleporten
Djevleporten (norwegisch für Höllentor) ist eine schmale Meerenge im Südatlantik. Sie trennt das Kap Valdivia der Bouvetinsel von der nördlichen vorgelagerten Klippe Gjest Baardsenstøtta.
Wissenschaftler des Norwegischen Polarinstituts benannten sie 1980.